# Гравітаційні складки
Гравітаці́йні скла́дки — геологічна пам'ятка природи місцевого значення в Україні. Розташована на території Чортківського району Тернопільської області, між селами Синяковим (нині належить місту Чортків) і Угринем, лівий стрімкий схил правобережжя річки Серет, верхня частина схилу.
Площа 0,5 га, статус отриманий у 1969 році. Перебуває у віданні Заводської селищної громади.
Статус надано з метою збереження відслонень білого пісковика у вигляді химерних ламаних складок.